# Klara Bühl
Klara Bühl (Haßfurt, 7 december 2000) is een voetbalspeelster uit Duitsland. Ze speelt als aanvaller voor FC Bayern München in de Bundesliga.

## Clubcarrière
Bühl speelde in verschillende jongensteams van Spvgg Undermünstertal voordat ze de overstap maakte naar de jeugdopleiding van SC Freiburg in de zomer van 2013. In het seizoen 2014/15 kwam Bühl uit in de B-Junioren Bundesliga Zuid en haalde ze de halve finale van het Duitse kampioenschap in 2016 met SC Freiburg. Ze maakte drie doelpunten in een 3-2 overwinning op FSV Gütersloh 2009, maar miste de finale door een 2-0 nederlaag in het heenduel. Voorafgaande aan het seizoen 2016-2017 promoveerde Bühl naar het eerste elftal van Freiburg. Ze maakte haar debuut in de Bundesliga op 11 september 2016 in een 5-0 overwinning op MSV Duisburg door in te vallen voor Lena Petermann in.
In het seizoen 2017-2018 mocht Bühl geregeld in de basis starten en maakte ze haar eerste drie doelpunten in een 7-0 uitoverwinning op 1. FC Köln.
In april 2020 werd bekendgemaakt dat Bühl de overstap maakt naar de Duitse topclub FC Bayern München. Het jaar erop tekende ze een langdurig contract dat haar verbonden houdt aan de club tot 2025. In het seizoen 2021/22 was Bühl gedeeltelijk topscorer in alle competities met 13 doelpunten.

## Statistieken
| Seizoen | Club              | Land      | Competitie | Wedstrijden | Doelpunten |
| ------- | ----------------- | --------- | ---------- | ----------- | ---------- |
| 2016/17 | SC Freiburg       | Duitsland | Bundesliga | 10          | 0          |
| 2017/18 | SC Freiburg       | Duitsland | Bundesliga | 18          | 7          |
| 2018/19 | SC Freiburg       | Duitsland | Bundesliga | 21          | 3          |
| 2019/20 | SC Freiburg       | Duitsland | Bundesliga | 21          | 11         |
| 2020/21 | FC Bayern München | Duitsland | Bundesliga | 19          | 8          |
| 2021/22 | FC Bayern München | Duitsland | Bundesliga | 18          | 3          |
| 2022/23 | FC Bayern München | Duitsland | Bundesliga | 22          | 5          |
| 2023/24 | FC Bayern München | Duitsland | Bundesliga | 21          | 3          |
| 2024/25 | FC Bayern München | Duitsland | Bundesliga | 17          | 5          |
| Totaal  | Totaal            | Totaal    | Totaal     | 167         | 45         |

Laatste update: 20 maart 2025

## Interlandcarrière
In december 2018 werd Bühl voor het eerst opgeroepen door Martina Voss-Tecklenburg voor het Duitse nationale team voor een winters trainingskamp in Marbella van 14 tot 22 januari 2019. Bühl maakte haar debuut op 28 februari 2019 door in te vallen voor Verena Schweers in de 90ste minuut van een vriendschappelijke wedstrijd tegen Frankrijk.
Bühl werd opgenomen in de selectie voor het WK 2019. Hier wist Duitsland de kwartfinales te halen waarin Zweden met 2-1 te sterk was. Bühl kwam drie wedstrijden in actie.
Bondscoach Martina Voss-Tecklenburg riep Bühl opnieuw op voor het EK 2022. In de eerste vier wedstrijden had Bühl een basisplaats en wist ze te scoren in het tweede groepsduel tegen Spanje. In de halve finale en finale kon Bühl door een positieve coronatest niet in actie komen. Duitsland verloor de finale na verlenging van Engeland. Na het toernooi werd Bühl opgenomen in het elftal van het toernooi.
In 2023 mocht Bühl opnieuw met haar land aantreden op een eindtoernooi. Op dit WK 2023 in Australië en Nieuw-Zeeland werd Duitsland al in de groepsfase uitgeschakeld. Bühl kwam alle drie de wedstrijden in actie, en kwam tot scoren in het eerste groepsduel tegen Marokko.
- Gemeinsame Normdatei: 1263809871
- Virtual International Authority File: 1896165930961168530001